# Technische Universität Łódź

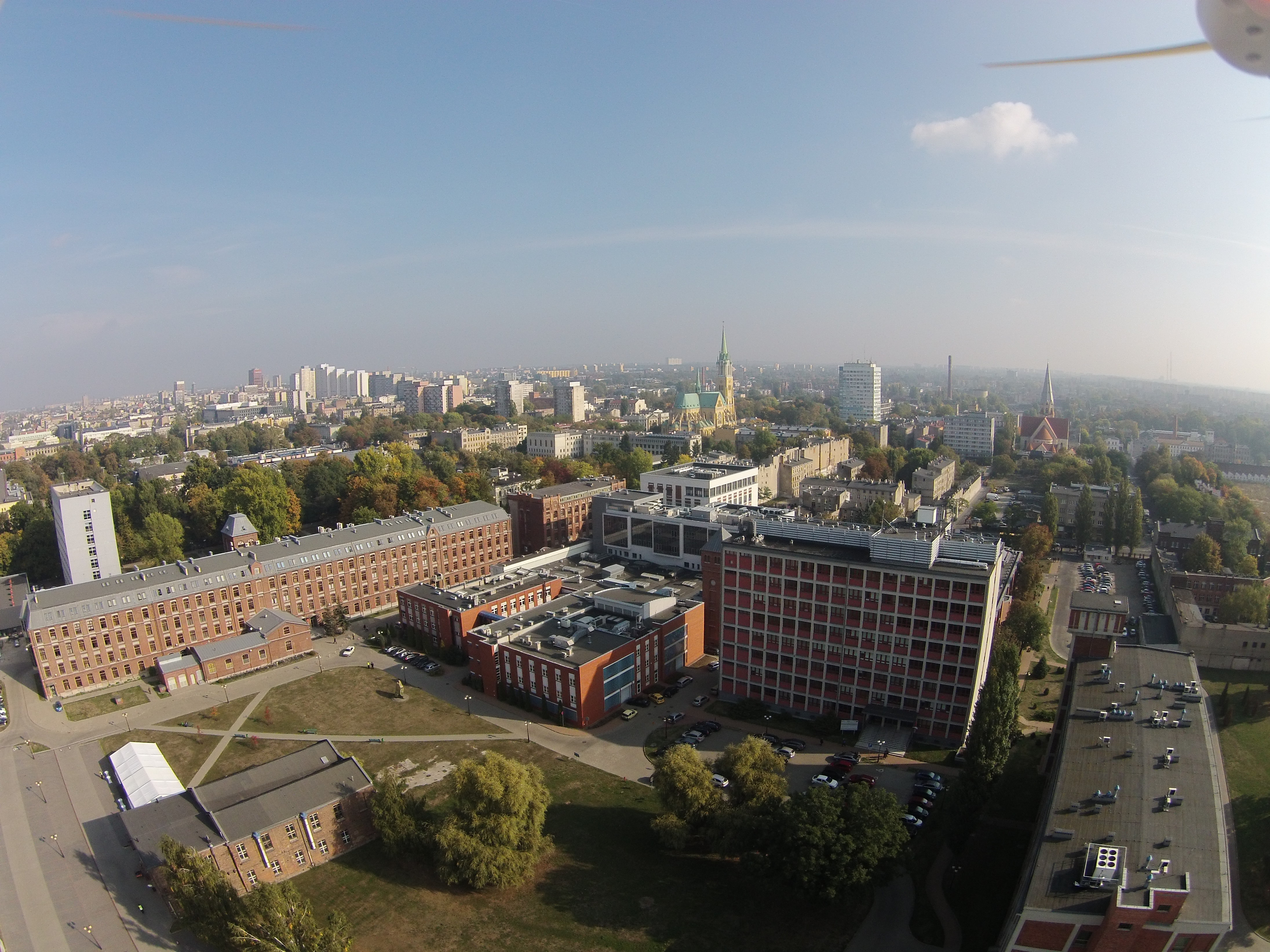
Technischen Universität Łódź, Campus B

Die Technische Universität Łódź (polnisch: Politechnika Łódzka) ist eine technische Universität in der polnischen Stadt Łódź. Die Technische Universität Łódź entstand am 24. Mai 1945 mit 525 Studenten an den damals vier ersten Instituten: Mechanisches Institut, Elektrisches Institut, Chemisches Institut und Textilfaser-Institut. 

## Fakultäten
Heute studieren dort ca. 17.000 Studenten an neun Fakultäten:
- Fakultät für Ingenieurwissenschaften
- Fakultät für Elektro- und Computeringenieurwesen
- Fakultät für Chemie
- Fakultät für Materialwissenschaften und Textiles Design
- Fakultät für Biotechnologie und Ernährungswissenschaften
- Fakultät für Bauwesen, Architektur und Umweltplanung
- Fakultät für Technische Physik, Informatik und Angewandte Mathematik
- Fakultät für Organisationsplanung und Management
- Fakultät für Umweltschutz und Umwelttechnik

## Studentenradio Żak
Vom III. Wohnheim der Politechnika wird seit dem 18. Mai 1959 das „Studentenradio Żak“ (Studenckie Radio Żak Politechniki Łódzkiej), eines der ältesten Hochschulradios in Polen, betrieben. Heute ist das Radio sowohl über UKW 88,8 MHz als auch via Livestream über das Internet zu empfangen.

## Rektoren
| - Bohdan Stefanowski 1945–1948 - Osman Achmatowicz 1948–1952 - Bolesław Konorski 1952–1953 - Mieczysław Klimek 1953–1962 - Jerzy Werner 1962–1968 - Mieczysław Serwiński 1968–1975 - Edward Galas 1975–1981 | - Jerzy Kroh 1981–1987 - Czesław Strumiłło 1987–1990 - Jan Krysiński 1990–1996 - Józef Mayer 1996–2002 - Jan Krysiński 2002–2008 - Stanisław Bielecki 2008–2016 - Sławomir Wiak (2016–2020) - Krzysztof Jóźwik (seit 2020) |

## Galerie

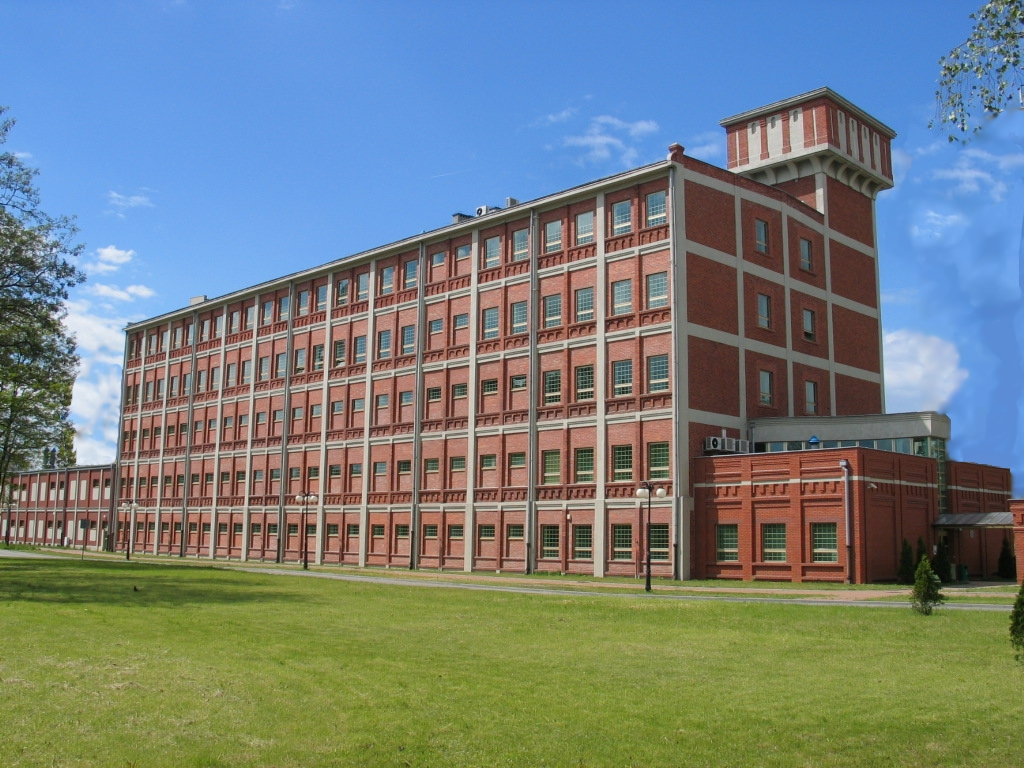
Bibliothek der TU Łódź
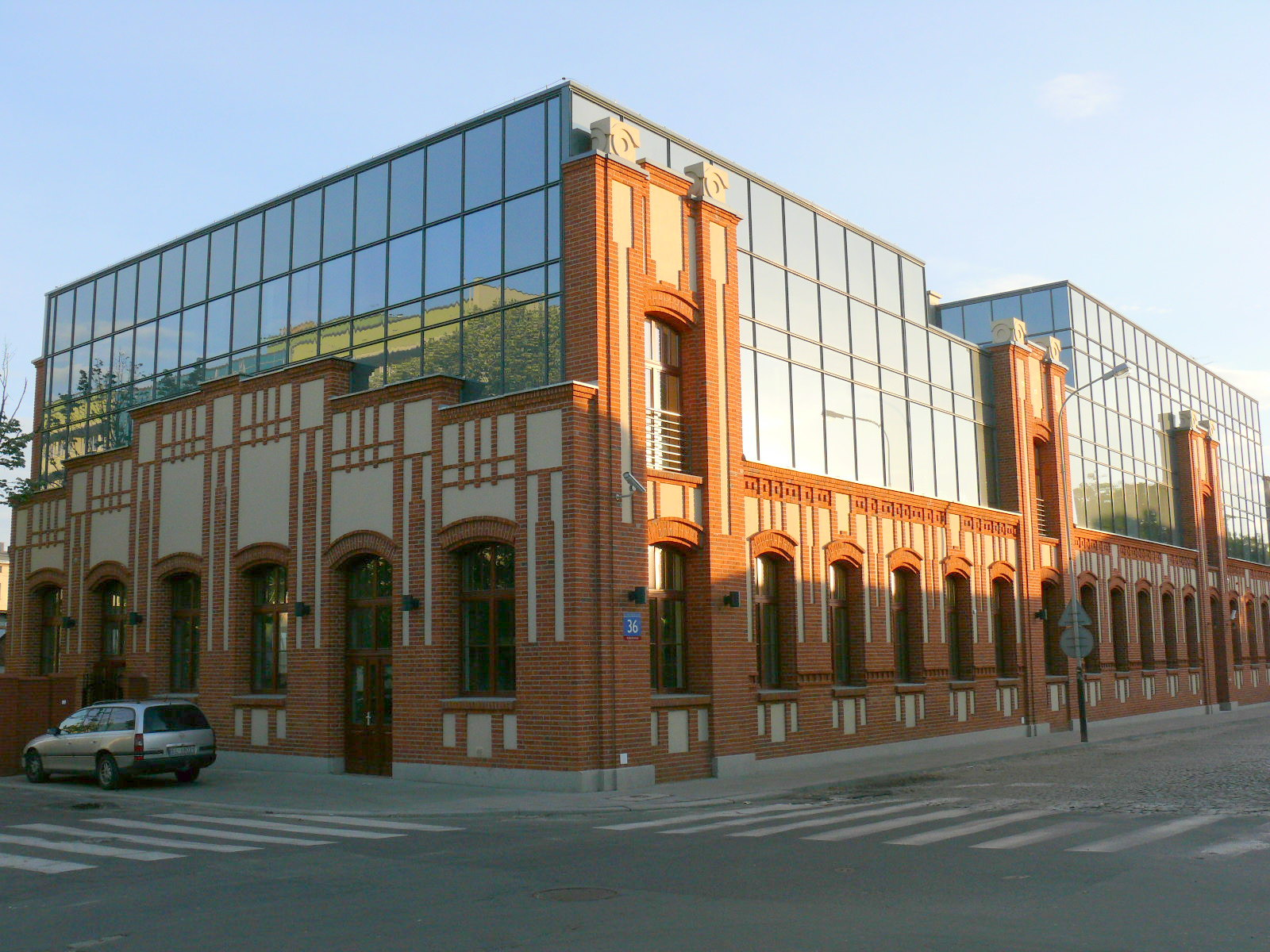
Internationale Fakultät für Ingenieurwissenschaften
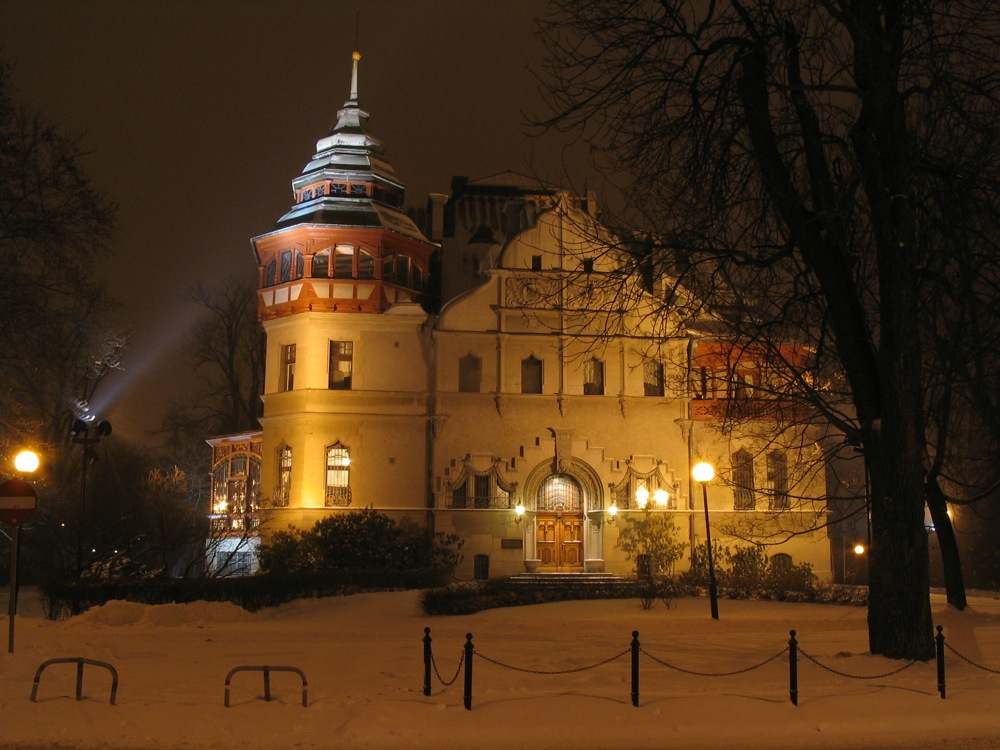
Rektorat der Technischen Universität Łódź
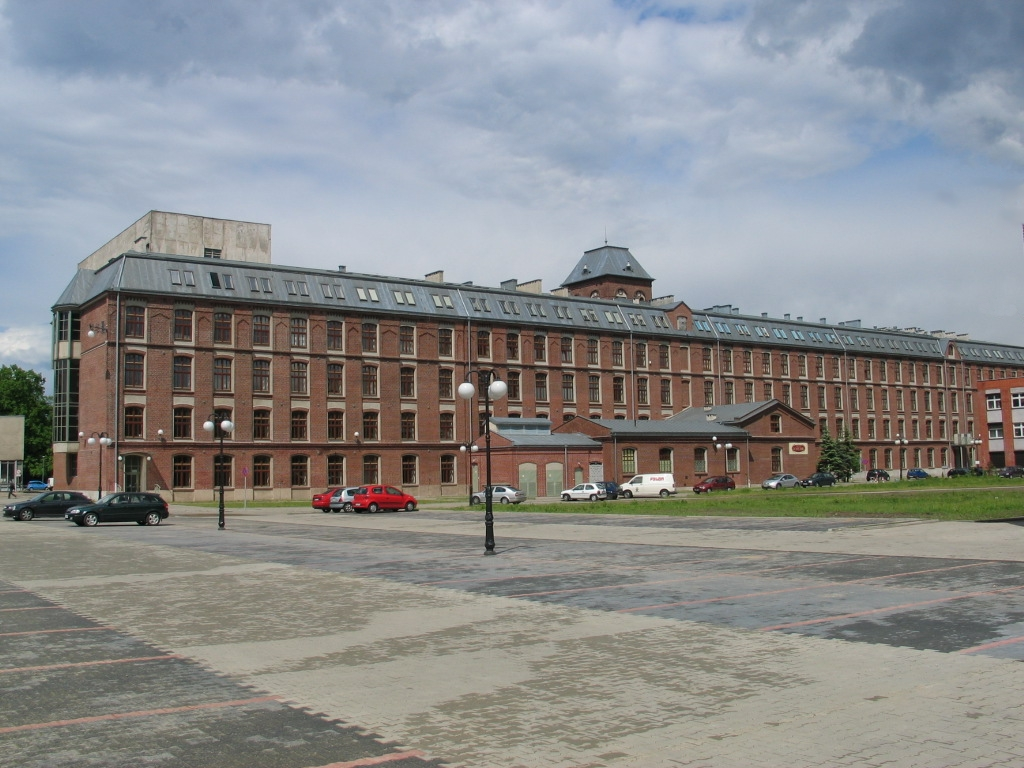
Fakultät für Technische Physik, Informatik und Angewandte Mathematik
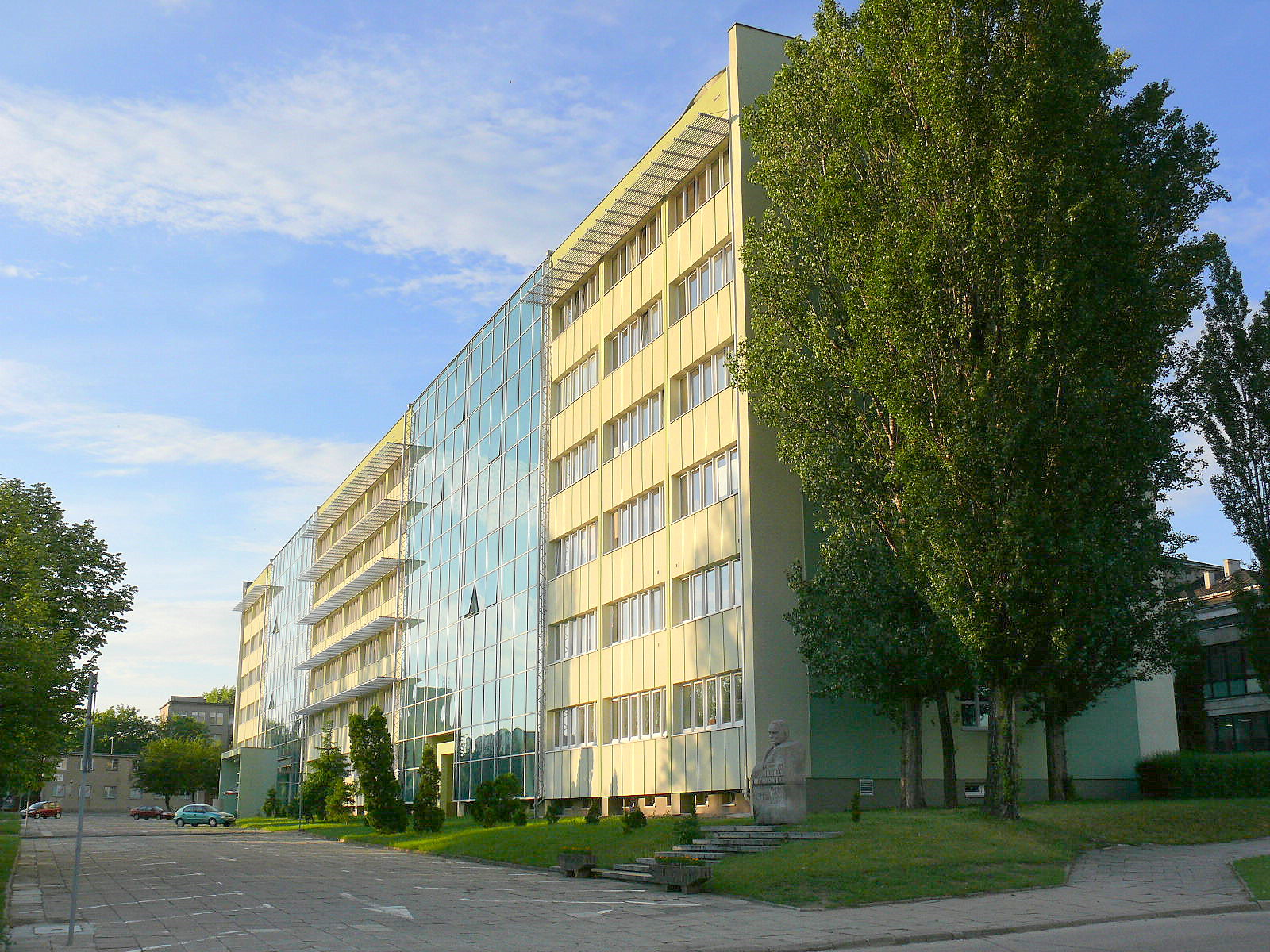
Fakultät für Biotechnologie und Ernährungswissenschaften
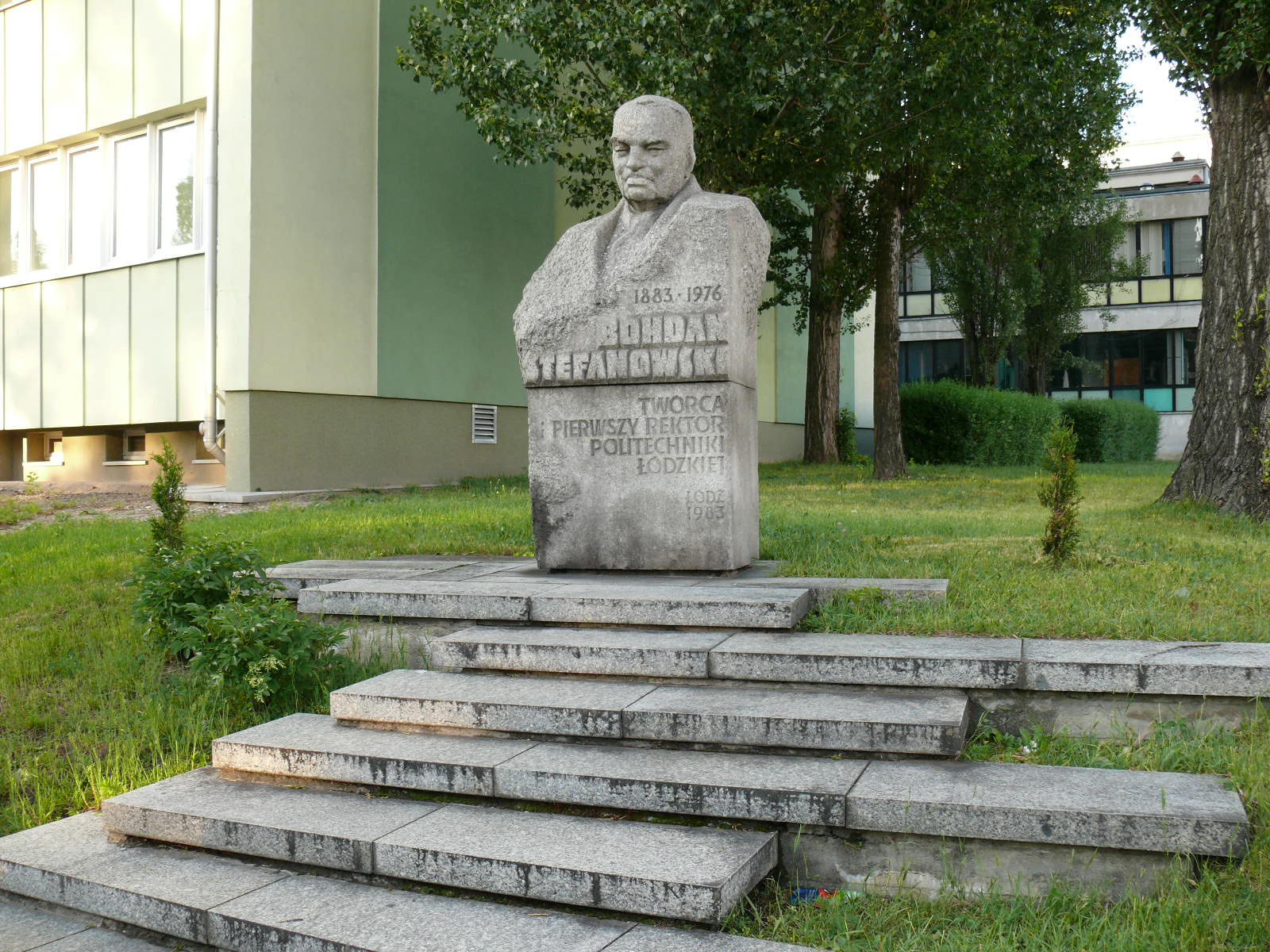
Denkmal von Bohdan Stefanowski